# Mejični potok
Mejični potok je levi pritok Lipnice v ravninskem delu Prekmurja. Izvira kot majhen vodotok v gričevju osrednjega Goričkega severovzhodno od Bogojine in teče ves čas proti jugu, sprva po gozdnati in neposeljeni dolini. Vzhodno od Bogojine vstopi v prekmursko ravnino in nadaljuje tok po umetno regulirani strugi med njivskimi površinami in se nekoliko niže izlije v Lipnico. V zgornjem delu je struga povsem naravna, obdajajo jo mokrotni logi, v spodnjem delu so brežine poraščene s skromnim grmovnim rastjem.